# موسی کوسا
موسی کوسا (به عربی: موسى كوسا) (زادهٔ ۱۹۴۷) شخصیت سیاسی لیبیایی در دوران معمر قذافی بود.
او ابتدا دارای مشاغل امنیتی در سفارت‌خانه‌های لیبی در اروپا بود. در ۱۹۷۹ به عنوان کاردار سفارت لیبی در لندن شروع به کار کرد. یک سال بعد به دلیل تلاش برای حذف فیزیکی مخالفان حکومت لیبی از انگلستان اخراج شد. از ۱۹۹۲ تا ۱۹۹۴ سمت معاونت امور خارجه را به عهده داشت. از ۱۹۹۴ تا ۲۰۰۹ رئیس سازمان اطلاعات لیبی بود و پس از آن تا ۲۰۱۱ وزارت امور خارجهٔ لیبی را بر عهده داشت. اندکی پس از آغاز درگیری‌ها در لیبی او به بریتانیا و پس از آن به قطر گریخت.